# Mile Novković
Mile Novković (* 14. Dezember 1950) ist ein ehemaliger jugoslawischer Fußballspieler.

## Laufbahn
Er spielte von 1974 bis 1975 für Roter Stern Belgrad. Er absolvierte 61 Ligaspiele und erzielte drei Tore für Belgrad. In der Saison 1976/77 gewann er mit Roter Stern die Meisterschaft und war dabei in 18 Spielen (1 Tor) im Einsatz. 1978 wechselte er nach Deutschland zu Eintracht Trier in die 2. Fußball-Bundesliga. Er absolvierte von 1978 bis 1981 bei Trier insgesamt 100 Spiele und erzielte dabei neun Tore.
Er debütierte am 29. Juli 1978 bei einem 3:1-Heimerfolg gegen den FC Homburg in der 2. Bundesliga. Unter Trainer Lothar Kleim und mit Mitspielern wie Torhüter Werner Vollack, den Feldspielern Gerd Fink, Erwin Hermandung, Heinz Histing, Wolfgang Schlief, Georg Müllner, Torjäger Lothar Leiendecker, Helmut Bergfelder und Borivoje Djordjevic belegte die Elf vom Moselstadion den zehnten Rang. Der Neuzugang aus Belgrad hatte in 33 Ligaspielen drei Tore erzielt. Die nächsten zwei Runden übte Werner Kern das Traineramt in Trier aus. Trotz eines guten achten Ranges in der Saison 1980/81 gehörte Trier ab 1981/82 dem Amateurlager an, da die Eintracht durch die Einführung der eingleisigen 2. Bundesliga nicht die nötigen Qualifikationspunkte aufzuweisen hatte. Mit dem Spiel am 30. Mai 1981 beim FC Homburg (0:4) endete für Novković und Trier die 2. Bundesliga.